# Alphabet 26

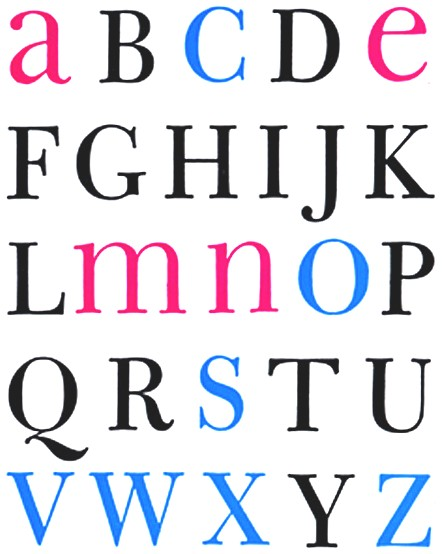
Alphabet 26. –
Rot: im Alphabet 26 verwendete Kleinbuchstaben; schwarz: verwendete Großbuchstaben; blau: Buchstaben, die im lateinischen Alphabet bei Groß- und Kleinschreibung die gleiche Form aufweisen;

Das Alphabet 26 ist ein Alphabet-Entwurf des amerikanischen Grafikdesigners Bradbury Thompson (1911 – 1995). Der Entwurf wurde erstmals 1950 in der von Thompson herausgegebenen Zeitschrift Inspirations for Printers (Nr. 180), einer firmeneigenen Werbezeitschrift der Firma Westvaco (West Virginia Pulp and Paper Company), vorgestellt.

## Beschreibung des Alphabets 26
Thompson sieht Schwierigkeiten bei Schulanfängern, die keine Logik in den unterschiedlichen Formen des gleichen Buchstaben erkennen konnten. Aus Gründen der leichteren Erlernbarkeit des Schreibens und Lesens verwendet Thompson deshalb in seinem reformierten Alphabet für jeden der 26 Buchstaben des lateinischen Alphabets nur eine einzige Zeichenform in einheitlicher Höhe (Ausnahme j, mit Unterlänge). Westvaco argumentierte, dass es zu verwirrend sein würde, wenn ein Buchstabe zwei verschiedene Darstellungsformen hat.
Bei den 19 Zeichen, die unterschiedliche Formen in den Majuskeln (Großbuchstaben) und Minuskeln (Kleinbuchstaben) haben (z. B. „A“ und „a“), gibt es nur eine einzige  Zeichenform. Bei 4 Zeichen (a, e, m, n) werden Kleinbuchstaben in der Höhe der Großbuchstaben verwendet. 14 Zeichen werden durch die Großbuchstaben dargestellt. Die 8 Buchstaben, die im lateinischen Alphabet gleiche Zeichenformen für die Groß- und Kleinbuchstaben aufweisen und lediglich durch die Höhe unterschieden sind (C, O, S, U, V, W, X, Z), bleiben erhalten; bei diesen Zeichen wird der Großbuchstabe verwendet.
Für die Darstellung in der 1950er-Veröffentlichung wurde die Schriftart Baskerville verwendet; jedoch wurde auch vertreten, dass jede andere Schriftart Baskerville ersetzen kann.

## Vorherige Versuchsalphabete
1945 veröffentlichte Thompson bei der Firma Westvaco nach dem Prinzip, dass wegen leichterer Lesbarkeit nur ein einziger Buchstabe für jeden Buchstaben des aus 26 Zeichen bestehenden lateinischen Alphabets verwendet werden soll, das Monalphabet. Es wurden allmählich sieben verschiedene Versuchsalphabete entwickelt, die von Westvaco bei vielen ihrer Projekte eingesetzt wurden.
Versuch 1: Verwendung nur von Kleinbuchstaben (auch bei Eigennamen); Beispiel: the application of the monalphabet.
Versuch 2: Verwendung nur von Großbuchstaben; Beispiel: THE APPLICATION OF THE MONALPHABET.
Versuch 3: herkömmliche Verwendung der Großschreibung (am Satzanfang und bei Eigennamen) und Kleinschreibung: The application of the Monalphabet.
Versuch 4: Verwendung nur von Kleinbuchstaben (auch für Eigennamen und am Satzanfang), Kennzeichnung des Satzanfangs durch vorausgehenden Mittelpunkt; Beispiel: •the application of the monalphabet.
Versuch 5: Verwendung nur von Kleinbuchstaben, Kennzeichnung des Satzanfangs und der Eigennamen durch Unterstrich unter dem jeweils ersten Buchstaben; Beispiel: the application of the monalphabet.
Versuch 6: Verwendung nur von Kleinbuchstaben; Kennzeichnung des Satzanfangs und der Eigennamen durch Fettdruck des jeweils ersten Buchstabens; Beispiel: the application of the monalphabet.
Versuch 7: Verwendung nur von Kleinbuchstaben, beim Satzanfang und bei Eigennamen Größerschreibung des Kleinbuchstabens; Beispiel: the application of the monalphabet.